# Гнатковская, Дарья Емельяновна
Дарья Емельяновна Гнатковская (укр. Дарія Омелянівна Гнатківська; 22 октября 1912, Смодна, Королевство Галиция и Лодомерия, Австро-Венгрия — 24 февраля 1989, США) — деятельница Украинской войсковой организации и Организации украинских националистов; одна из осуждённых на Варшавском процессе по делу об убийстве министра внутренних дел Польши Бронислава Перацкого.

## Биография
Родилась 22 октября 1912 года в местечке Смодна (ныне Косовский район Ивано-Франковской области). Окончила гимназию Родной школы во Львове. Член организации «Пласт», с 1930 года состояла в ОУН, была связной и членом боевой разведывательной группы Марии Кос с 1933 по 1934 годы.
15 июня 1934 года украинским националистом и террористом Григорием Мацейко был застрелен министр внутренних дел Польши Бронислав Перацкий. Приказ об убийстве Перацкого отдал Степан Бандера;  план ликвидации разрабатывал Николай Лебедь. 9 октября 1934 года Дарья Гнатковская была арестована польской полицией как соучастница покушения. Следствие установило, что Гнатковская и Лебедь следили за Перацким, установив место его проживания и маршруты перемещения из дома на работу и обратно.
Суд приговорил Гнатковскую к 15 годам лишения свободы. В сентябре 1939 года после захвата Польши гитлеровской Германией она бежала из тюрьмы. В январе 1944 года была арестована гестапо как потенциальная шпионка и отправлена в концлагерь Равенсбрюк. После войны Гнатковская проживала с Николаем Лебедем в Германии, а затем эмигрировала в США, где и провела оставшиеся годы жизни.
Скончалась 24 февраля 1989 года. Похоронена на кладбище города Саут-Баунд-Брук.